# Her (EP)
Her (estilizado en mayúsculas) es el EP debut en solitario de la cantante tailandesa de k-pop e integrante de (G)I-dle, Minnie. Fue publicado el 21 de enero de 2025 por Cube Entertainment y distribuido por Kakao Entertainment. Ten de WayV y la compañera de grupo Yuqi aparecen como artistas invitados.

## Antecedentes y lanzamiento
En diciembre de 2024, el debut de Minnie fue confirmado para ser lanzado en enero de 2025. El 7 de enero de 2025 a la medianoche (KST), Minnie publicó el videoclip de la canción «Blind Eyes Red» habiendo sido anunciado solo una hora previo al lanzamiento. Un día después, la cantante anunció el EP de su debut en solitario titulado Her. El día 10 la lista de canciones fue revelada.

## Composición
Minnie es acreditada letrista en las siete canciones de Her y compositora en cinco de ellas. Ella mencionó que escribió las últimas tres canciones del álbum 4 o 5 años antes del lanzamiento. Her fue concebido como un álbum que refleja como Minnie es vista por un tercero como una musa.

## Recepción crítica
Jeong Gi-yeop de IZM menciona que el sencillo homónimo resultó poco aceptable porque «consideraba una perspectiva demasiado alta» y la originalidad están en las otras pistas del álbum.

## Lista de canciones
| Lista de canciones de Her |                                                        |                                      |                                        |                           |          |  |
| N.º                       | Título                                                 | Letras                               | Música                                 | Arreglos                  | Duración |  |
| 1.                        | «Blind Eyes Red»                                       | Minnie Tim Tan                       | BreadBeat Ca$hcow Tan                  | BreadBeat Tan             | 3:23     |  |
| 2.                        | «Her»                                                  | Minnie Big Naughty Charlotte Tan     | Minnie BreadBeat Shin Kung Ca$hcow Tan | BreadBeat Shin Houdini    | 2:40     |  |
| 3.                        | «Drive U Crazy» (con Yuqi)                             | Minnie Bård Bonsaksen Hilda Stenmalm | BreadBeat Shin Tan Bonsaksen Stenmalm  | BreadBeat Shin Tan        | 2:38     |  |
| 4.                        | «Cherry Sky»                                           | Minnie Chloe Angelides Liza Owen     | Minnie Dallas K Angelides Owen         | Dallas K Angelides Owen   | 2:55     |  |
| 5.                        | «Valentine's Dream»                                    | Minnie Houdini                       | Minnie Houdini BreadBeat Shin          | BreadBeat Shin Houdini    | 3:22     |  |
| 6.                        | «It's Okay» (익숙해?, IksukhaeRR, lit. 'Acostumbrado') | Minnie Houdini                       | Minnie Houdini BreadBeat Ca$hcow       | BreadBeat Ca$hcow Houdini | 3:49     |  |
| 7.                        | «Obsession» (con Ten)                                  | Minnie Tan Tytan                     | Houdini Coolcat BreadBeat Tan          | BreadBeat Houdini         | 3:43     |  |
| 22:30                     |                                                        |                                      |                                        |                           |          |  |

## Posicionamiento en listas
| Lista (2025)           | Mejor posición |
| ---------------------- | -------------- |
| Japón (Oricon)         | 46             |
| Corea del Sur (Circle) | 2              |

## Historial de lanzamiento
| Región        | Fecha                 | Formato                    | Discográfica | Ref.   |
| ------------- | --------------------- | -------------------------- | ------------ | ------ |
| Varios        | 21 de enero de 2025   | descarga digital streaming | Cube Kakao   | [ 11 ] |
| Corea del Sur | 22 de enero de 2025   | CD                         | Cube Kakao   | [ 12 ] |
| Corea del Sur | 20 de febrero de 2025 | Vinilo                     | Cube Kakao   | [ 13 ] |